# Tomkovo náměstí
Tomkovo náměstí je náměstí v Brně nacházející se v městské části Brno-sever na katastrálním území Husovice mezi ulicemi Provazníkova, Cacovická, Valchařská a Kaloudova.

## Pojmenování
V roce 1895 bylo náměstí pojmenováno jako Kárného náměstí, Kárnýplatz, na památku Václava Kárného, husovického rychtáře z konce 18. století. Od roku 1922 neslo náměstí jméno po Aloisi Jiráskovi, Jiráskovo náměstí. V květnu 1942 bylo přejmenováno na Altdorfplatz, česky Stará náves.
Své nynější jméno získalo náměstí v roce 1946, kdy bylo pojmenováno podle husovického sokolského činitele a štábního kapitána československé armády Norberta Tomka, který byl v roce 1942 kvůli účasti na sokolském odboji umučen nacisty v koncentračním táboře. Husovická sokolovna leží od počátku 20. století v bezprostřední blízkosti Tomkova náměstí, na Dukelské třídě.

## Doprava
Významnou část náměstí zabírá silniční křižovatka na Velkém městském okruhu. Stavba dalšího úseku spojená s výstavbou mimoúrovňové křižovatky byla zahájena v roce 2021.